# Georges Peirs
Georges Peirs (Petegem-aan-de-Leie, 25 juli 1932 - Deinze, 15 juli 2025) was een Belgische politicus en burgemeester.

## Biografie
Beroepsmatig werd hij directeur van zeemvellenfabriek Colle in Deinze. Peirs werd in 1971 burgemeester van Machelen voor de CVP. Hij bleef burgemeester tot 1976, en was zo de laatste burgemeester van de zelfstandige gemeente Machelen, dat in 1977 deel werd van fusiegemeente Zulte.
Peirs werd de eerste burgemeester van Zulte als fusiegemeente. Hij bleef burgemeester tot de gemeenteraadsverkiezingen van 2006.
Zijn zoon Olivier Peirs werd later schepen in Zulte.
Ter ere van zijn 90ste verjaardag, werd in 2022 een kunstwerk ingehuldigd in de tuin van het gemeentehuis van Zulte, namelijk een metershoge saxofoon uit sequioahout, een instrument dat Peirs zelf speelde.
Hij overleed in het Sint-Vincentiusziekenhuis van Deinze op 15 juli 2025.
Peirs kreeg de eretitel Officier van de Orde van Leopold II.